# Herb prowincji Põlva

Herb prowincji Pōlva

Herb prowincji Põlva - herb prowincji estońskiej.
Herb prowincji przedstawia na tarczy w polu złotym trzy czarne bobry w lewy skos.
Herb przyjęty został 7 listopada 1996 roku. Bóbr jest symbolem prowincji na terenie której znajduje się ponad 130 jezior i terenów podmokłych.